# Ignition
Ignition — компьютерная игра, изданная в 1997 году компанией Virgin Interactive и разработанная Unique Development Studios. В 2017 году была выпущена в Steam и GOG издателем Interplay. Гонки осуществляются на миниатюрных машинках, что делает Ignition похожей на Death Rally и Micro Machines.

## Игровые особенности
Существуют версии для MS-DOS и Windows. В версии для MS-DOS отсутствует MIP-текстурирование.
В игре применяются такие спецэффекты, как следы колёс, дым, вспышки, огонь и дождь. Ignition может воспроизводить аудио компакт-диски во время гонки и в меню. Управление в игре может осуществляться при помощи клавиатуры, джойстика или компьютерного руля. Поддерживается многопользовательский режи игры, на одном компьютере с разделённым экраном и LAN-режимы.
Игра переведена на несколько языков: английский, испанский, итальянский и шведский.

## Игровой процесс
В игре можно соревноваться на 11 уникальных автомобилях и других средствах передвижения на 7 трассах. В игре 4 режима: «Чемпионат» (Championship), «Одиночная гонка» (Single Race), «Испытание на время» (Time Trial) и «Преследование» (Pursue Mode).

### Режимы игры
- В режиме «Чемпионат» игрок должен проехать от 5 до 7 трасс, на каждой по 3 круга и заработать больше очков. Игрок переходит на следующую трассу, если приходит третьим. Если после всех трасс у игрока больше всех очков, то он переходит на следующий уровень сложности. В игре 4 уровня сложности: новичок (5 трасс), любитель (6 трасс), профессионал (7 трасс) и зеркальный (7 отражённых слева направо трасс).
- «Одиночная гонка» — обычная гонка на любой из трасс с 5 соперниками.
- В режиме «Испытание на время» игрок пытается побить лучшие результаты круга и трассы. Если игрок проедет трассу хотя бы один раз, то в следующей гонке он будет соревноваться с самим собой, только в виде т.н. «призрака» (ghost). При этом призрак не мешает игроку, его нельзя сбить. Заезды лучших призраков сохраняются в файл, отдельный для каждой трассы и этими файлами можно обмениваться с друзьями.
- В режиме преследования игрок, проехавший круг последним, проигрывает. Это происходит до тех пор, пока не будет определён победитель.

Во всех режимах на каждой трассе есть «живые» препятствия, например поезда или тракторы, которые могут взорвать вашу машину (после чего она восстановится) и потратить время, необходимое, чтобы обогнать противников. Также, в каждой трассе лучшие результаты времени прохождения круга или трассы сохраняются.
В любой режим можно играть в режиме многопользовательской игры.

### Средства передвижения
Средства передвижения в игре включают:
- Coop (Mini Cooper)
- Evac (зелёный джип-эвакуатор)
- Enforcer (полицейский автомобиль Нью-Йорка)
- Redneck (Ford Mustang)
- School Bus (школьный автобус)
- Bug (Volkswagen Beetle)
- Smoke (Грузовик)
- Banana (жёлтый Porsche 911)
- Monster (Monster Truck)
- Vegas (Dodge Viper)
- Ignition

Последние четыре автомобиля становятся доступны по прохождении соответствующего уровня сложности.
У каждого автомобиля есть 4 характеристики: ускорение, турбо, скорость и сцепление. «Evac» обладает самыми низкими характеристиками, в то время как «Ignition» самыми высокими.

### Трассы
- Moosejaw Falls (Канада)
- Gold Rush (США)
- Snake Island (Карибские острова)
- Lost Ruins (Бразилия)
- Yodel Peaks (Австрия)
- Cape Thor (Исландия, доступна после прохождения на уровне новичка)
- Tokyo Bullet (Япония, доступна после прохождения на уровне любителя)

## Оценки
| Русскоязычные издания | Русскоязычные издания |
| Издание               | Оценка                |
| --------------------- | --------------------- |
| «Игромания»           | [ 4 ]                 |